# نیوت (کلرادو)
نیوت (به انگلیسی: Niwot) یک منطقهٔ مسکونی در ایالات متحده آمریکا است که در شهرستان بولدر، کلرادو واقع شده‌است. نیوت ۱۰٫۳۸ کیلومتر مربع مساحت و ۴٬۰۰۶ نفر جمعیت دارد و ۱٬۵۵۳ متر بالاتر از سطح دریا واقع شده‌است.